# BioMérieux
bioMérieux ist ein börsennotiertes französisches Unternehmen. Es stellt Reagenzien, Geräte, Software und Service für die In-vitro-Diagnostik her.
bioMérieux gehört mehrheitlich dem 1987 gegründeten Institut Mérieux.